# Demolicious
Demolicious es un álbum recopilatorio de la banda estadounidense Green Day. Este fue lanzado en el Record Store Day el 19 de abril de 2014. Es una colección de dieciocho demos que incluye un tema inédito de la trilogía ¡Uno!, ¡Dos! y ¡Tré!, «State of Shock». El disco se lanzó en formato vinilo, CD y casete.
A fines de febrero de 2014, un bloguero de música anunció este proyecto sin que la banda lo confirmara, pero días después, la banda le dio el visto bueno y reveló su portada, hecha por el artista Tom Neely y Kristina Collantes, y más detalles acerca del desarrollo del material.
Mike Dirnt, el bajista de la banda, mencionó que «esto es como habría sonado ¡Uno!, ¡Dos! y ¡Tré!» si todavía estuvieran en Lookout Records.

## Lista de canciones
La lista de canciones fue anunciada el 26 de febrero de 2014.
| N.º | Título                      | Del álbum    | Duración |  |
| 1.  | «99 Revolutions»            | ¡Tré!        | 3:49     |  |
| 2.  | «Angel Blue»                | ¡Uno!        | 2:46     |  |
| 3.  | «Carpe Diem»                | ¡Uno!        | 3:25     |  |
| 4.  | «State of Shock»            | Tema Inédito | 2:28     |  |
| 5.  | «Let Yourself Go»           | ¡Uno!        | 2:56     |  |
| 6.  | «Sex, Drugs & Violence»     | ¡Tré!        | 3:31     |  |
| 7.  | «Ashley»                    | ¡Dos!        | 2:50     |  |
| 8.  | «Fell for You»              | ¡Uno!        | 3:08     |  |
| 9.  | «Stay the Night»            | ¡Uno!        | 4:36     |  |
| 10. | «Nuclear Family»            | ¡Uno!        | 3:03     |  |
| 11. | «Stray Heart»               | ¡Dos!        | 3:44     |  |
| 12. | «Rusty James»               | ¡Uno!        | 4:06     |  |
| 13. | «A Little Boy Named Train»  | ¡Tré!        | 3:37     |  |
| 14. | «Baby Eyes»                 | ¡Dos!        | 2:22     |  |
| 15. | «Makeout Party»             | ¡Dos!        | 3:14     |  |
| 16. | «Oh Love»                   | ¡Uno!        | 5:03     |  |
| 17. | «Missing You»               | ¡Tré!        | 3:43     |  |
| 18. | «Stay the Night» (Acústico) | ¡Uno!        | 3:09     |  |

## Créditos
Green Day
- Billie Joe Armstrong: voz y guitarra.
- Mike Dirnt: bajo y coros.
- Tré Cool: batería.
- Jason White: guitarra y coros.